# سكلوب رقيق
سكلوب رقيق (الاسم العلمي: Cyclops attenuatus) هو نوع من المفصليات يتبع جنس السكلوب من الفصيلة السكلوبية.